# Abrosaurus
Abrosaurus („elegantní ještěr“ - odkazuje k lebce) byl rod menšího sauropodního dinosaura z kladu Macronaria, žijícího na území současné Číny v období svrchní jury. Formálně byl popsán v roce 1989.

## Popis
Abrosaurus byl až 11 metrů dlouhý a 5 tun vážící býložravý sauropodní dinosaurus. Přesné rozměry však zatím nelze odhadnout. Žil před asi 168 až 161 miliony let na území dnešní Číny.
Známý je ze zachovalé zkamenělé lebky a nekompletní kostry. Abrosaurus celkovým vzhledem připomínal pozdější severoamerický rod Camarasaurus. Na sauropodního dinosaura měl poměrně krátký krk, vysokou lebku a přední končetiny přibližně stejně dlouhé jako zadní. Jeho lebka se vyznačovala čelistmi s neobyčejně vysokým počtem zubů a vysokým kostěným obloukem nozder.

## Systematické zařazení
V minulosti byl Abrosaurus řazený do čeledi Camarasauridae. Podobně jako zástupci Camarasauridae, představoval poměrně primitivní formu skupiny sauropodů zvanou Macronaria. Jeho bližší zařazení do čeledi však není jisté, protože z fosilních pozůstatků přisuzovaných abrosaurovi byla zatím vědecky popsána jen lebka.